# Piștigovo, Pazardjik
Piștigovo (în bulgară Пищигово) este un sat în comuna Pazardjik, regiunea Pazardjik,  Bulgaria. 

## Demografie
Componența etnică a satului Piștigovo
     Bulgari (68,75%)
     Romi (29,99%)
     Nicio identificare (0,86%)
     Altele (0,38%)
La recensământul din 2011, populația satului Piștigovo era de 1.037 locuitori. Din punct de vedere etnic, majoritatea locuitorilor (68,75%) erau bulgari, cu o minoritate de romi (29,99%). Pentru 0,86% din locuitori nu este cunoscută apartenența etnică.